# Лаюшкин, Максим Викторович
Макси́м Ви́кторович Лаю́шкин (род. 22 августа 1972, Москва) — российский футбольный судья, в прошлом футболист, защитник.
Выступал за клубы «Динамо» (Москва), «Динамо-Газовик» (Тюмень), «Луч» Владивосток, «Мосэнерго» (Москва).
Судейскую карьеру начал в 1999 году. Матчи высшего дивизиона судит с 2007 года. С 2009 года — судья FIFA.
Старший преподаватель Московского государственного университета приборостроения и информатики.
26 апреля 2008 года пермский «Амкар» обыграл ярославский «Шинник» со счетом 2:0 в матче, который вошёл в историю чемпионатов России благодаря тому, что Лаюшкин показал 13 желтых и 2 красных карточки.
25 июля 2008 года Лаюшкин показал 14 карточек в матче «Химки» — «Спартак-Нальчик» (2:0). Руководство «Спартак (Нальчик)» подало жалобу на судейство арбитра.
В апреле 2014 года досрочно завершил карьеру футбольного судьи.